# Ein Mann in den besten Jahren
Ein Mann in den besten Jahren ist ein US-amerikanisches Melodram von Regisseur Philip Dunne aus dem Jahre 1958 mit Gary Cooper in der Hauptrolle.

## Handlung
Joe Chapin ist ein geachteter Anwalt in der Stadt Gibbsville in Pennsylvania. Er ist mit der vermögenden Edith Chapin verheiratet, die energisch seinen gesellschaftlichen Aufstieg betreibt, den er jedoch nur mit Unbehagen und zögerlich mitgeht. Mit Hilfe ihres Reichtums und ihres Einflusses versucht sie mit allen Mitteln, Joe in das Amt des Vizegouverneurs wählen zu lassen. 
Um den Ruf der Familie zu bewahren, verhindert Edith, dass ihr Sohn Joby das Internat für eine Karriere als Jazzmusiker verlässt. Joby tritt in die Armee ein. Als Tochter Ann vom jungen Musiker Charley Bongiorno schwanger wird und ihn heimlich heiratet, bewirkt ihre Mutter über ihr politisches Beziehungsnetz mit Mike Slattery und Lloyd Williams, dass Charley die Ehe annullieren lässt und er sie verlässt. Anne erleidet eine Fehlgeburt und verlässt ihre Eltern enttäuscht in Richtung New York.
Als die Parteiführer von der Affäre erfahren, fürchten sie um den Wahlsieg und lassen Joe fallen, der die Kandidatur niederlegt. Es kommt zu einer Auseinandersetzung zwischen Edith und Joe, in der sie ihm Unfähigkeit vorwirft. Er erfährt von einer früheren Liebschaft seiner Frau mit Lloyd. Joe ertränkt seinen Kummer im Alkohol. Um wieder in Kontakt mit seiner Tochter zu kommen, reist er nach New York. Er lernt die junge Kate Drummond kennen, die eine Mitbewohner seiner Tochter ist. Beide verlieben sich ineinander. Als Zeichen seiner Liebe schenkt er Kate ein altes Familienerbstück, einen Rubin. Als er bemerkt, dass ihn die Leute nur als ihren Vater ansehen, beendet er die Beziehung, da er keine Zukunft aufgrund des zu großer Altersunterschiedes sieht.
Sein jahrelanger Alkoholkonsum zerstört schließlich seine Gesundheit. Joe verweigert jedoch medizinische Hilfe. Ann kehrt zurück, als sie erfährt, dass ihr Vater im Sterben liegt. Von seiner Tochter, die von der Affäre mit Kate nichts weiß, erfährt er kurz vor seinem Tod, dass Kate ihn trotz ihrer bevorstehenden Hochzeit immer noch liebt. Während der Begräbnisfeier macht Joby seine Mutter und ihren politischen Freunden für den Niedergang seines Vaters verantwortlich. Ann hilft Kate bei den Hochzeitsvorbereitungen und findet bei ihr den Rubin ihres Vaters. Sie erfährt von der glücklichen Zeit ihres Vaters mit Kate.

## Kritiken
„Nach einem amerikanischen Bestseller konstruiertes Melodram, platt eingedeutscht, starr fotografiert und mit vergeblichen schauspielerischen Anstrengungen.“

## Hintergrund
Das Drehbuch von Philip Dunne basierte auf dem Roman Ten North Frederick von John O’Hara. 
Für Drehbuchautor und Regisseur Philip Dunne war es die einzige Zusammenarbeit mit Hauptdarsteller Gary Cooper. Ursprünglich war Spencer Tracy für die Hauptrolle vorgesehen, der jedoch absagte, um die Titelrolle in Das letzte Hurra zu übernehmen.
Die 20th Century Fox brachte den in CinemaScope gedrehten Film 1958 in die bundesdeutschen Lichtspielhäuser. In dieser bis heute gebräuchlichen Synchronfassung bekam Gary Cooper die Stimme von Paul Klinger.

## Auszeichnungen
- 1958: Goldenes Segel von Locarno